# Hjördis Töpel

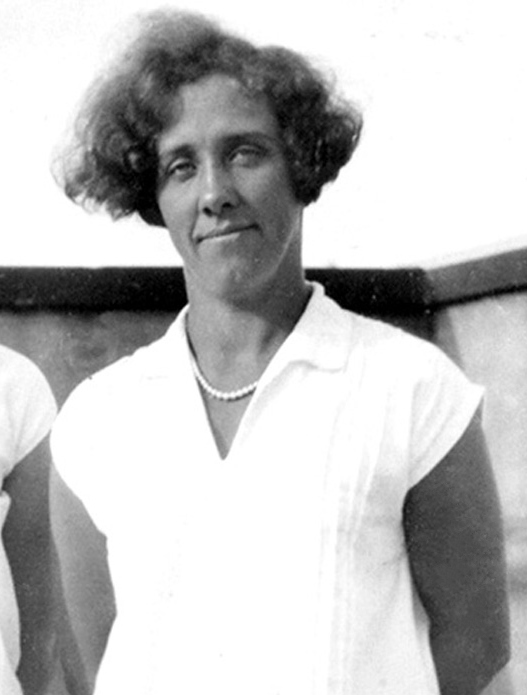
Hjördis Töpel

Hjördis Viktoria Töpel (* 4. Januar 1904 in Göteborg; † 17. März 1987 ebenda) war eine schwedische Schwimmerin und Wasserspringerin. Sie gewann zwei olympische Bronzemedaillen.

## Karriere
Hjördis Töpel vom SK Najaden trat bei den Olympischen Spielen 1924 in Paris in fünf Disziplinen in zwei Sportarten an.
Bei den olympischen Schwimmwettbewerben startete sie zunächst über 400 Meter Freistil und schied knapp im Vorlauf aus. Über 200 Meter Brust erreichte sie den Endlauf. Im Finale musste sie abreißen lassen und kam auf den siebten und letzten Platz. Die schwedische 4-mal-100-Meter-Freistilstaffel mit Aina Berg, Gulli Ewerlund, Wivan Pettersson und Hjördis Töpel erreichte als dritte Staffel das Ziel, Gold erhielt das Quartett aus den Vereinigten Staaten, Silber das Team aus dem Vereinigten Königreich. Schließlich schied Hjördis Töpel in den Vorläufen über 100 Meter Freistil aus.
Am gleichen Tag wie die Vorläufe über 100 Meter Freistil fand im Wasserspringen ebenfalls der Vorkampf im Turmspringen vom 5-Meter-Turm und vom 10-Meter-Turm. Hjördis Töpel erreichte das Finale als Zweite ihrer Vorrundengruppe. Im Endkampf gewannen mit Caroline Smith und Betty Becker zwei Springerinnen aus den Vereinigten Staaten. Dahinter erhielt Hjördis Töpel die Bronzemedaille. Am gleichen Tag wie Hjördis Töpel im Wasserspringen gewann auch Aileen Riggin im Schwimmen eine Medaille. Diese beiden Sportlerinnen sind die einzigen in der olympischen Geschichte, die bei den gleichen Olympischen Spielen sowohl im Schwimmen als auch im Wasserspringen eine Medaille erkämpft haben.
Vier Jahre später nahm Hjördis Töpel mit ihrer Schwester Ingegärd Töpel bei den Olympischen Spielen 1928 in Amsterdam am Wettbewerb im Turmspringen teil. In der Qualifikation mussten zwei Sprünge vom Fünf-Meter-Turm und zwei Sprünge vom 10-Meter-Turm gezeigt werden. Die ersten drei Springerinnen jeder Gruppe erreichten das Finale. Hjördis Töpel belegte in ihrer Vorrundengruppe den achten Platz und lag damit drei Plätze hinter ihrer Schwester.